# Cerstin Petersmann
Cerstin Petersmann (Dortmund, 27 de noviembre de 1964) es una deportista alemana que compitió en remo.
Participó en dos Juegos Olímpicos de Verano, obteniendo una medalla de bronce en Barcelona 1992, en la prueba de ocho con timonel, y el séptimo lugar en Seúl 1988, en la misma prueba.
Ganó dos medallas en el Campeonato Mundial de Remo, en los años 1990 y 1991.

## Palmarés internacional
| Representando a la RFA   |                      |                   |                    |
| Campeonato Mundial       |                      |                   |                    |
| Año                      | Lugar                | Medalla           | Prueba             |
| 1990                     | Tasmania (Australia) | Medalla de plata  | Cuatro sin timonel |
| Representando a Alemania |                      |                   |                    |
| Juegos Olímpicos         |                      |                   |                    |
| Año                      | Lugar                | Medalla           | Prueba             |
| 1992                     | Barcelona (España)   | Medalla de bronce | Ocho con timonel   |
| Campeonato Mundial       |                      |                   |                    |
| Año                      | Lugar                | Medalla           | Prueba             |
| 1991                     | Viena (Austria)      | Medalla de bronce | Cuatro sin timonel |